# Maks Reiter
Maks Andriejewicz Reiter (ros. Макс Андреевич Рейтер, łot. Maksis Reiters) (ur. 24 kwietnia 1886 w gminie Windawa, zm. 6 kwietnia 1950 w Moskwie) – radziecki wojskowy narodowości łotewskiej, generał pułkownik.

## Życiorys
Urodził się w Gmina Windawa. W 1906 roku wstąpił na ochotnika do armia rosyjskiej. W 1910 roku ukończył Irkucką Szkołę Wojskową.
W czasie I wojny światowej walczył na Froncie Zachodnim, będąc kolejno dowódcą kompanii, batalionu i oficerem do zleceń sztabu armii, osiągając stopień pułkownika. W lutym 1918 roku dostał się do niewoli niemieckiej, gdzie przebywał do marca 1919 roku. Po zwolnieniu z obozu wrócił do Rosji.
Po powrocie do Rosji wstąpił do Armii Czerwonej, wziął udział w wojnie domowej. Brał udział w walkach na Froncie Północnym, walcząc przeciwko oddziałom białogwardyjskim oraz oddziałom francusko-brytyjskim, które wylądowały w Murmańsku. Następnie wziął udział w wojnie polsko-bolszewickiej oraz w tłumieniu buntu w Kronsztadzie. W tym czasie był kolejno: adiutantem pułku, pomocnikiem dowódcy pułku i dowódcą pułku.
Po zakończeniu wojny domowej w 1921 roku został dowódcą brygady, pomocnikiem dowódcy 11 Dywizji Strzeleckiej. W latach 1924–1929 2 Przymorskiej i 30 Dywizji Strzeleckiej. W 1928 roku ukończył Kurs Uzupełniający Dowodzenia dla Wyższych Dowódców. Wziął udział w walkach w konflikcie radziecko-chińskim o kolej wschodniochińską w 1929 roku.
W grudniu 1929 roku skierowany do Rady Najwyższej Gospodarki Krajowej ZSRR, gdzie był zastępcą naczelnika Wydziału Przemysłu Obrony Przeciwlotniczej ZSRR.
W 1932 roku został dowódcą 73 Dywizji Strzeleckiej w Syberyjskim Okręgu Wojskowym. W listopadzie 1935 roku skierowany do pracy w Sztabie Generalnym ZSRR. W tym czasie studiował w Akademii Wojskowej im. Frunzego. W latach 1936–1939 szef oddziału w Wydziale Przygotowania Bojowego Armii Czerwonej.
Od stycznia 1940 roku pomocnik, a od czerwca zastępca dowódcy Północnokaukaskiego Okręgu Wojskowego.
Po ataku Niemiec na ZSRR w sierpniu 1941 roku został zastępcą dowódcy ds. tyłów Frontu Centralnego i Briańskiego. W grudniu 1941 roku został ciężko rany w czasie kontrofensywy pod Jelcem. Po wyleczeniu rany został dowódcą Północnokaukaskiego Okręgu Wojskowego, a w lutym 1942 roku pomocnikiem ds. formowania dowódcy Frontu Zachodniego.
W marcu 1942 roku został dowódcą 20 Armii, a we wrześniu 1942 roku został dowódcą Frontu Briańskiego. Po rozwiązaniu w marcu 1943 roku Frontu Briańskiego został dowódcą Frontu Rezerwowego, a następnie w czerwcu dowódcą Stepowego Okręgu Wojskowego, którego zadaniem było formowanie i szkolenie oddziałów odwodu Naczelnego Dowództwa Armii Czerwonej.
W lipcu 1943 roku został zastępcą dowódcy Frontu Woroneskiego, a od września dowódcą Południowouralskiego Okręgu Wojskowego, którym dowodził do 1946 roku.
W styczniu 1946 roku został komendantem Wyższego Strzelecko-Taktycznego Kursu Doskonalącego Dowódców „Wystrzał” im. Szaposznikowa, stanowisko to zajmował do śmierci.
Zmarł w Moskwie.

## Awanse
- gen. lejtn. (1940)
- gen. płk (1943)

## Odznaczenia
- Order Lenina
- Order Czerwonego Sztandaru (czterokrotnie)
- Order Suworowa kl. I